# Siguèr
Siguèr (en francès Siguer) és un municipi francès del departament de l'Arieja i la regió d'Occitània. Actualment compta amb una població de 100 habitants, segons el cens de 2016.